# Klass korrektsii
Klass korrektsii (russisk: Класс коррекции) er en russisk spillefilm fra 2014 af Ivan Tverdovskij.

## Medvirkende
- Marija Poezzjajeva som Lena Tjekhova
- Filipp Avdejev som Anton Sobolev
- Nikita Kukusjkin som Misjka
- Julija Serina som Vitka
- Artjom Markaryan som Mitka